# NK Peca
Nogometni klub Peca (krajše NK Peca) je nogometni klub iz Črne na Koroškem, ki igra v 1. MNZ Maribor.